# Bernard Corboz
Pour les articles homonymes, voir Corboz.
Bernard Corboz, né le 2 avril 1948 à Genève et mort le 24 septembre 2013,, est un magistrat suisse, juge ordinaire au Tribunal fédéral entre 1990 et 2013 et vice-président de ce tribunal en 2005-2006. Il est également l’auteur de plusieurs ouvrages de référence,.

## Études
Il fait ses études de droit à Genève. Il sort de l'université avec un doctorat en droit, obtient son brevet d'avocat en 1972.

## Pratique professionnelle
Il pratique le barreau de 1970 à 1973. À ce moment, il devient substitut du procureur général de Genève. En 1974, il est nommé juge d'instruction et, en 1975, il devient juge au Tribunal de première instance genevois. Il y reste jusqu'en 1983 où il devient juge à la Cour de justice de Genève. En 1985, il devient procureur général de Genève, poste qu'il occupe pendant 5 ans. Parallèlement, il devient juge suppléant au Tribunal fédéral (TF) en 1981 et juge au Tribunal militaire de cassation en 1987.
Le 21 mars 1990, il est élu juge au TF sur proposition du Parti radical-démocratique. Il a été président de la 1re Cour civile et vice-président du Tribunal fédéral.
Le 4 octobre 2006, il échoue à l'élection du nouveau président du TF en recueillant 53 voix contre 136 pour le bernois Arthur Aeschlimann.

## Publications
Bernard Corboz a notamment publié:
- Bernard Corboz, Les infractions en droit suisse, vol. I, Berne, Stämpfli, coll. « Précis de droit Stämpfli », 2010 (réimpr. 2003), 3e éd. (1re éd. 2002), 1078 p. (ISBN 978-3-7272-2369-3, présentation en ligne)
- Bernard Corboz, Les infractions en droit suisse, vol. II, Berne, Stämpfli, coll. « Précis de droit Stämpfli », 2010 (réimpr. 2002), 3e éd. (1re éd. 2002), 1112 p. (ISBN 978-3-7272-2370-9, présentation en ligne)
- Bernard Corboz, Alain Wurzburger, Pierre Ferrari, Jean-Maurice Frésard et Florence Aubry Girardin, Commentaire de la LTF, Berne, Stämpfli, 2009, 1412 p. (ISBN 978-3-7272-9549-2, présentation en ligne)
- Bernard Corboz et Florence Aubry Girardin, La responsabilité des organes en droit des sociétés : Commentaire des articles 752-761, 827 et 916-920 du Code des obligations, Bâle, Helbing Lichtenhahn Verlag, 2005, 152 p. (ISBN 978-3-7190-2388-1, présentation en ligne)
- Bernard Corboz, « La responsabilité de la banque selon la jurisprudence du Tribunal fédéral », dans Battista Ghiggia et Mattia Annovazzi, La responsabilità in ambito bancario e nella gestione patrimoniale : Situazione attuale e nuove tendenze, Bâle, CFPG; Helbing Lichtenhahn Verlag, 2012, 170 p. (ISBN 978-3-7190-3310-1, présentation en ligne)